# دوري جزر فارو الممتاز
دوري جزر فارو الممتاز (بالفاروية:Føroyskir fótbóltsmeistarar) هي الدرجة الممتازة لكرة القدم في جزر فارو، ويشارك في الدوري الممتاز 10 نادي. وتم تأسيسه في عام 1942.